# 烏馬哈拉山
15°12′33″S 72°28′46″W / 15.20917°S 72.47944°W
烏馬哈拉山（Uma Qala），是秘魯的山峰，位於該國南部阿雷基帕大區，由康德蘇約斯省的卡亞拉尼區負責管轄，屬於安地斯山脈的一部分，海拔高度4,853米。